# Гуттаринг
Гуттаринг (нем. Guttaring) — ярмарочная коммуна (нем. Marktgemeinde) в Австрии, в федеральной земле Каринтия. 
Входит в состав округа Санкт-Файт.  Население составляет 1509 человек (на 31 декабря 2005 года). Занимает площадь 55,29 км². Официальный код  —  2 05 09.

## Политическая ситуация
Бургомистр коммуны — Херберт Кус (АБА) по результатам выборов 2003 года.
Совет представителей коммуны (нем. Gemeinderat) состоит из 15 мест.
- АПС занимает 6 мест.
- СДПА занимает 6 мест.
- АНП занимает 3 места.